# Nils Solstad
Nils Arne Solstad (Tromsø, 27 luglio 1963) è un ex calciatore norvegese, di ruolo difensore.

## Carriera

### Club
Solstad cominciò la carriera con la maglia del Fløya, per poi passare al Tromsø. Contribuì alla promozione del campionato 1985, debuttando così nella massima divisione norvegese in data 14 agosto 1986, quando fu titolare nella sconfitta casalinga per 0-1 contro il Bryne. Fece parte della squadra che vinse la Coppa di Norvegia 1986. Rimase in forza al Tromsø fino al 1993. Successivamente, militò nelle file del Porsanger.

## Palmarès

### Club

#### Competizioni nazionali
- Coppa di Norvegia: 1

Tromsø: 1986